# Recherchée
Recherchée war ein französisches Flächenmaß und gehörte zu den älteren Aussaatmaßen. Das Maß war in und um Lyon verbreitet
- 1 Recherchée = 381 ½ Quadratklafter (Wiener) (1 Wiener Qu.Klafter = 3,6 Quadratmeter) = 137,34 Quadratmeter

Es reichte eine Saatmenge  Getreide von 22 17/20 Maßl (Wiener) für die Fläche.